# الحجامين

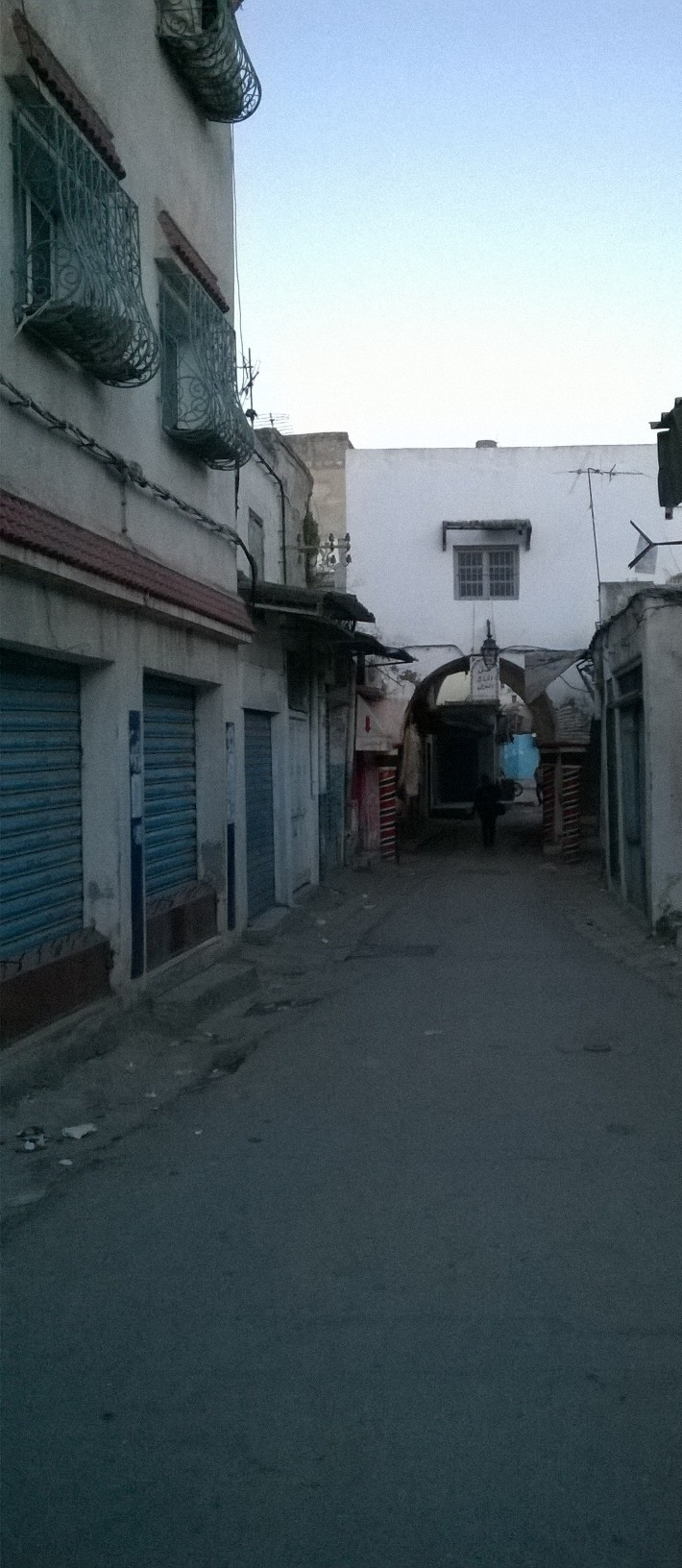
منظر لحي الحجامين

الحجامين، هي منطقة الضاحية الجنوبية لمدينة تونس، حيث نجد زاوية سيدي أبو مدين وجامع الحجامين، الذي تم ترميمه في 1931 من قبل الشيخ الحاج أحمد بن لمين.

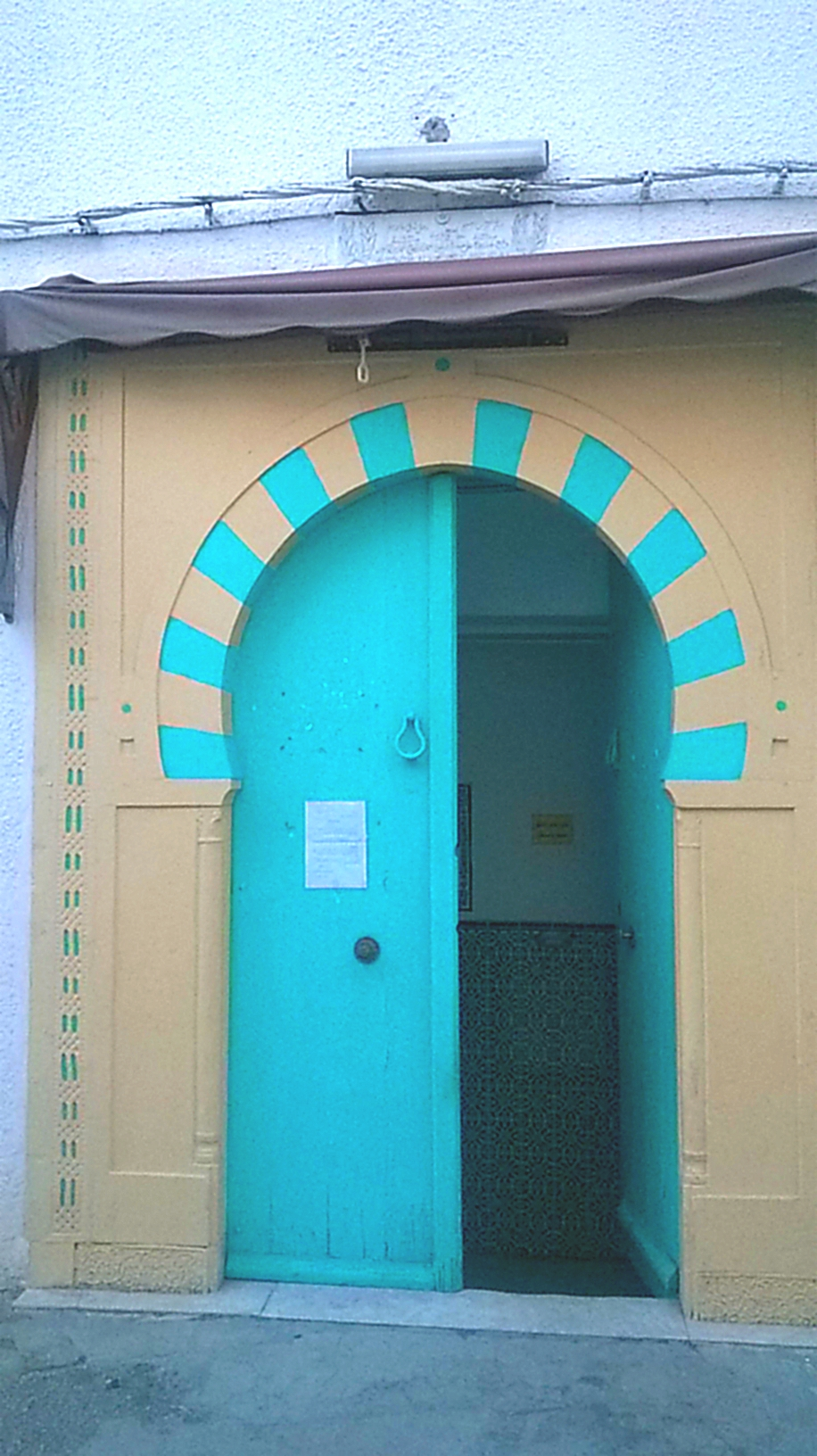
باب مسجد الحاجامين
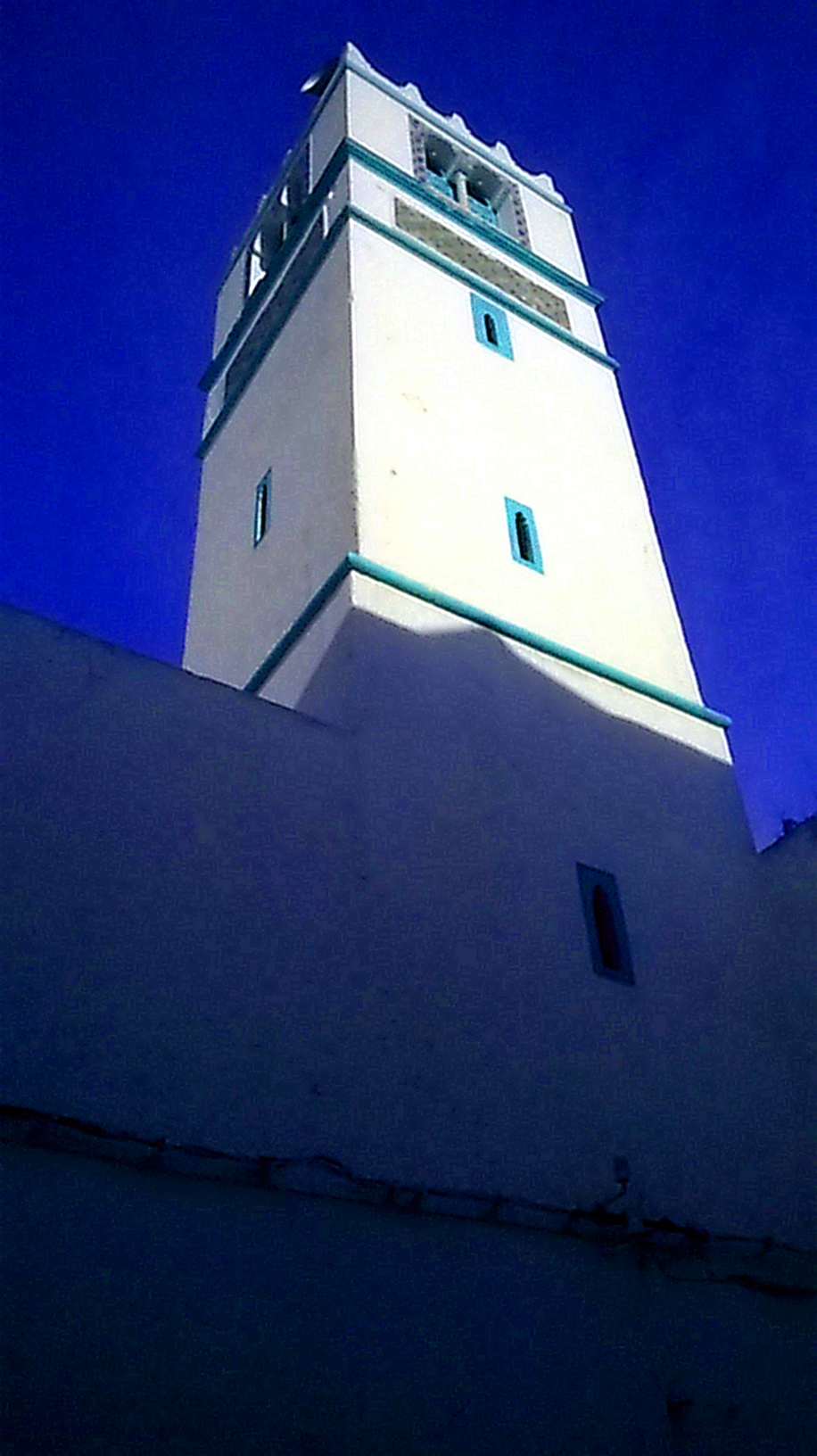
مئذنة المسجد
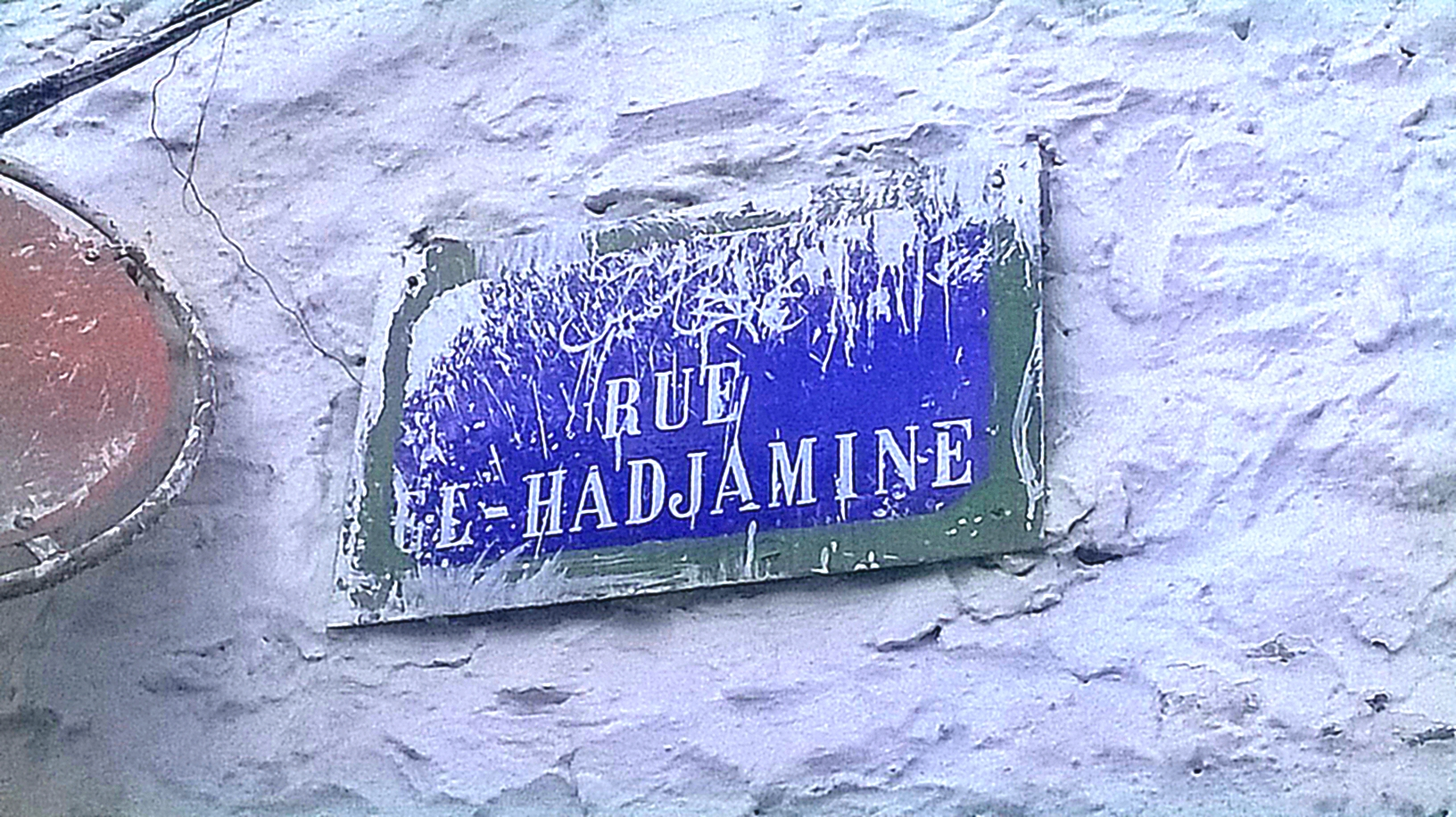
لوحة معدنية توضح شارع الحجامين شريان المنطقة الرئيسي